# IC 4267
IC 4267 је спирална галаксија у сазвјежђу Хидра која се налази на листи објеката дубоког неба у Индекс каталогу.
Деклинација објекта је - 26° 15' 22" а ректасцензија 13h 30m 36,0s. Привидна величина (магнитуда) објекта IC 4267 износи 14,4 а фотографска магнитуда 15,2. Налази се на удаљености од 54,500 милиона парсека од Сунца. IC 4267 је још познат и под ознакама ESO 509-35, MCG -4-32-24, PGC 47474.